# Hot Bird
Hot Bird is de satellietpositie 13,0 graden oosterlengte op de geostationaire baan rond de Aarde. Vanaf deze positie zendt een groep van drie omroepsatellieten van de onderneming Eutelsat radio- en televisieprogramma's uit naar Europa.
Via Hot Bird is een groot aantal internationale kanalen vrij te ontvangen, waaronder NHK World, ARTE, TVE Internacional, CGTN en het Nederlandstalige BVN.
Hot Bird is in Nederland en België met een kleine schotelantenne te ontvangen. Vanwege de nabijheid met Astra 19,2°O kan ontvangst van de satellietposities Hot Bird en Astra 19,2°O eenvoudig worden gecombineerd, bijvoorbeeld via een monoblock.

## Geschiedenis
De satellietpositie 13 graden oost werd op 12 oktober 1983 door Eutelsat in gebruik genomen. De eerste satelliet op deze positie was de ECS-1, ook wel Eutelsat 1F1 genoemd.